# Intelektualizacja
Intelektualizacja (od łac. intellectus, pojmowanie) – jeden z mechanizmów obronnych znanych w psychologii.
Polega on na uciekaniu od rzeczywistych przykrych zdarzeń do przestrzeni abstrakcyjnej, dzięki czemu następuje ich odrealnienie.
Przykład 1: (tzw. gra w psychiatrię – autentyczne zdarzenie). Psycholog z radością nazywa po imieniu wszystkie swoje zaburzenia psychiczne i rozwodzi się nad nimi. Nic jednak nie robi, żeby z nimi walczyć.
Przykład 2: Tzw. knajpiany filozof, który z lubością rozwodzi się nad problemami świata, dzięki czemu nie musi myśleć o własnych, alkoholowych.
Specyficzną i niebezpieczną formą intelektualizacji jest dehumanizacja.
Innym jej rodzajem jest symbolizacja.